# Michael Liambas
Michael Liambas, également appelé Mike, (né le 16 février 1989 à Woodbridge dans la province d'Ontario au Canada) est un joueur professionnel canadien de hockey sur glace. Il évolue au poste d'ailier gauche.

## Biographie
Il a évolué au niveau junior dans la LHO pour les Otters d'Érié. Il devient professionnel en 2009 avec les Prairie Thunder de Bloomington dans la LIH. Le 31 octobre 2009, lors d'un match des Otters contre les Rangers de Kitchener, il assène une mise en échec controversée sur le joueur de 16 ans Ben Fanelli, qui perd son casque au moment de la charge, et qui subit des fractures au crâne et au visage. Le 4 novembre, la LHO le suspend pour le restant de la saison.
Il étudie durant la saison 2010-2011 à l'Université de la Colombie-Britannique avant de rejoindre l'ECHL plus tard durant la saison. Il fait ses premières apparitions dans la LAH en 2013 avec les Admirals de Milwaukee. Le 2 juillet 2015, il signe son premier contrat dans la LNH avec les Blackhawks de Chicago, mais il joue tout de même dans la LAH avec leur club-école, les IceHogs de Rockford.
En 2016, il s'entend avec les Predators de Nashville et joue son premier match dans la LNH avec cette équipe. L'année suivante, il signe avec les Ducks d'Anaheim.

## Statistiques
| Saison     | Équipe                                | Ligue      |    | Saison régulière | Saison régulière | Saison régulière | Saison régulière | Saison régulière |   | Séries éliminatoires | Séries éliminatoires | Séries éliminatoires | Séries éliminatoires | Séries éliminatoires |
| Saison     | Équipe                                | Ligue      | PJ | B                | A                | Pts              | Pun              | PJ               | B | A                    | Pts                  | Pun                  |                      |                      |
| 2004-2005  | Buzzers de St. Michael's              | LHJO       | 5  | 1                | 0                | 1                | 16               | -                | - | -                    | -                    | -                    |                      |                      |
| 2006-2007  | Otters d'Érié                         | LHO        | 55 | 4                | 1                | 5                | 169              | -                | - | -                    | -                    | -                    |                      |                      |
| 2007-2008  | Otters d'Érié                         | LHO        | 60 | 0                | 5                | 5                | 169              | -                | - | -                    | -                    | -                    |                      |                      |
| 2008-2009  | Otters d'Érié                         | LHO        | 5  | 1                | 0                | 1                | 2                | 5                | 0 | 0                    | 0                    | 6                    |                      |                      |
| 2008-2009  | Prairie Thunder de Bloomington        | LIH        | 8  | 1                | 0                | 1                | 31               | -                | - | -                    | -                    | -                    |                      |                      |
| 2009-2010  | Otters d'Érié                         | LHO        | 4  | 0                | 2                | 2                | 17               | -                | - | -                    | -                    | -                    |                      |                      |
| 2009-2010  | Prairie Thunder de Bloomington        | LIH        | 17 | 0                | 3                | 3                | 115              | -                | - | -                    | -                    | -                    |                      |                      |
| 2010-2011  | Université de la Colombie-Britannique | CWUAA      | 25 | 3                | 6                | 9                | 82               | -                | - | -                    | -                    | -                    |                      |                      |
| 2010-2011  | Cyclones de Cincinnati                | ECHL       | 15 | 1                | 1                | 2                | 72               | 4                | 0 | 2                    | 2                    | 8                    |                      |                      |
| 2011-2012  | Cyclones de Cincinnati                | ECHL       | 39 | 0                | 9                | 9                | 160              | -                | - | -                    | -                    | -                    |                      |                      |
| 2012-2013  | Cyclones de Cincinnati                | ECHL       | 1  | 0                | 1                | 1                | 20               | -                | - | -                    | -                    | -                    |                      |                      |
| 2012-2013  | Solar Bears d'Orlando                 | ECHL       | 32 | 2                | 7                | 9                | 151              | -                | - | -                    | -                    | -                    |                      |                      |
| 2012-2013  | Admirals de Milwaukee                 | LAH        | 27 | 1                | 0                | 1                | 74               | 2                | 0 | 1                    | 1                    | 32                   |                      |                      |
| 2013-2014  | Admirals de Milwaukee                 | LAH        | 60 | 3                | 5                | 8                | 267              | 2                | 0 | 0                    | 0                    | 2                    |                      |                      |
| 2014-2015  | Admirals de Milwaukee                 | LAH        | 54 | 5                | 3                | 8                | 158              | -                | - | -                    | -                    | -                    |                      |                      |
| 2015-2016  | IceHogs de Rockford                   | LAH        | 44 | 1                | 1                | 2                | 188              | 3                | 0 | 0                    | 0                    | 16                   |                      |                      |
| 2016-2017  | Admirals de Milwaukee                 | LAH        | 72 | 3                | 8                | 11               | 149              | 3                | 0 | 0                    | 0                    | 2                    |                      |                      |
| 2016-2017  | Predators de Nashville                | LNH        | 1  | 0                | 0                | 0                | 0                | -                | - | -                    | -                    | -                    |                      |                      |
| 2017-2018  | Gulls de San Diego                    | LAH        | 40 | 4                | 3                | 7                | 104              | -                | - | -                    | -                    | -                    |                      |                      |
| 2017-2018  | Ducks d'Anaheim                       | LNH        | 7  | 0                | 1                | 1                | 21               | -                | - | -                    | -                    | -                    |                      |                      |
| 2018-2019  | Wild de l'Iowa                        | LAH        | 4  | 6                | 10               | 137              | 11               | 1                | 2 | 3                    | 12                   |                      |                      |                      |
| 2019-2020  | Wild de l'Iowa                        | LAH        | 43 | 3                | 2                | 5                | 68               | -                | - | -                    | -                    | -                    |                      |                      |
| Totaux LNH | Totaux LNH                            | Totaux LNH | 8  | 0                | 1                | 1                | 21               | -                | - | -                    | -                    | -                    |                      |                      |